# 크림 퍼프
크림 퍼프(Creme Puff, 1967년 8월 3일 ~ 2005년 8월 6일)는 텍사스주 오스틴에 거주하는 제이크 페리 소유의 고양이였다. 2010년판 기네스 세계 기록에 가장 오래 산 고양이로 등재되었다.

## 같이 보기
- 고양이 수명